# Rolette Revilliod
Pour les articles homonymes, voir Revilliod.
Rolette Revilliod est considérée comme l'avant-dernière sorcière brûlée vive en terre savoyarde le 14 août 1626 à Jussy, à l'époque enclave genevoise.

## Biographie
Rolette Revilliod est la fille de Jean Revilliod. Jacques Augustin Galiffe indique qu'elle est issue de la famille Revilliod, de Cornyères, près de Ville-la-Grand (à ne pas confondre avec la famille Revilliod, originaire de Coudrée, en Chablais français), et dont certains membres ont été reçus bourgeois de Genève.
Elle est veuve de Jacques Pelligot de Jussy,.
Elle est accusée de sorcellerie et d'avoir "pactisé avec le diable", raison pour laquelle elle est emprisonnée et torturée pendant onze ans dans la chapelle attenante au temple de Jussy. Elle est condamnée au bûcher, à Jussy, le 14 août 1626,.
Du château de Jussy, Agrippa d'Aubigné aurait pu voir le bûcher de Rolette.

## Postérité
- Sorcières : le spectacle créé à la comédie de Genève en 1999, avec le texte de Joël Pasquier et la mise en scène d'Anne Bisang parle de Rolette Revilliod[6],[7],[8].
- Festival mémoire vive
- Sorcières / Extrémisme / Kalevala. RTS, émission Hautes fréquences du 21 avril 2024.
- Le livre Petites proses éthyliques[9] fait mention de Rolette Revilliod dans la nouvelle Jussy Creek de Florian Eglin (p. 93-94) :

« Pris dans l'interminable cortège de ceux qui rejoignent la ville [...], j'ai passé le quatrième carrefour, celui avec le haut amoncellement de pierres, de mousses et de sarments secs, cet hommage sans cesse détruit, sans cesse reconstruit à la Rolette Revilliod, cette sorcière qui connaissait bien les herbes et tellement plus. Juste après, il y aurait le grand virage. À partir de là, la route allait en pente douce vers le pont. »